# Patrick Brown
Patrick Wellington Brown, född 29 maj 1992, är en amerikansk professionell ishockeyforward som spelar för Ottawa Senators i National Hockey League (NHL).
Han har tidigare spelat för Carolina Hurricanes, Vegas Golden Knights och Philadelphia Flyers i NHL; Charlotte Checkers, Chicago Wolves och Henderson Silver Knights i AHL samt Boston College Eagles i National Collegiate Athletic Association (NCAA).
Brown blev aldrig NHL-draftad.

## Statistik
| Källa: Utv = Utvisningsminuter Uppdaterad: 2023-05-26 | Källa: Utv = Utvisningsminuter Uppdaterad: 2023-05-26               | Källa: Utv = Utvisningsminuter Uppdaterad: 2023-05-26               |                                                                     | Grundserie                                                          | Grundserie                                                          | Grundserie                                                          | Grundserie                                                          | Grundserie                                                          |                                                                     | Slutspel                                                            | Slutspel                                                            | Slutspel                                                            | Slutspel                                                            | Slutspel                                                            |
| Säsong                                                | Lag                                                                 | Liga                                                                | Matcher                                                             | Mål                                                                 | Assist                                                              | Poäng                                                               | Utv                                                                 | Matcher                                                             | Mål                                                                 | Assist                                                              | Poäng                                                               | Utv                                                                 |                                                                     |                                                                     |
| ----------------------------------------------------- | ------------------------------------------------------------------- | ------------------------------------------------------------------- | ------------------------------------------------------------------- | ------------------------------------------------------------------- | ------------------------------------------------------------------- | ------------------------------------------------------------------- | ------------------------------------------------------------------- | ------------------------------------------------------------------- | ------------------------------------------------------------------- | ------------------------------------------------------------------- | ------------------------------------------------------------------- | ------------------------------------------------------------------- | ------------------------------------------------------------------- | ------------------------------------------------------------------- |
| 2004–2005                                             | Little Caesars AAA Hockey Club U13                                  | MWEHL                                                               | 26                                                                  | 8                                                                   | 12                                                                  | 20                                                                  | 6                                                                   | —                                                                   | —                                                                   | —                                                                   | —                                                                   | —                                                                   |                                                                     |                                                                     |
| 2005–2006                                             | Little Caesars AAA Hockey Club U13                                  | MWEHL                                                               | 26                                                                  | 1                                                                   | 11                                                                  | 12                                                                  | 30                                                                  | —                                                                   | —                                                                   | —                                                                   | —                                                                   | —                                                                   |                                                                     |                                                                     |
| 2006–2009                                             | Ingen tillgänglig information om vart han spelade och hur det gick. | Ingen tillgänglig information om vart han spelade och hur det gick. | Ingen tillgänglig information om vart han spelade och hur det gick. | Ingen tillgänglig information om vart han spelade och hur det gick. | Ingen tillgänglig information om vart han spelade och hur det gick. | Ingen tillgänglig information om vart han spelade och hur det gick. | Ingen tillgänglig information om vart han spelade och hur det gick. | Ingen tillgänglig information om vart han spelade och hur det gick. | Ingen tillgänglig information om vart han spelade och hur det gick. | Ingen tillgänglig information om vart han spelade och hur det gick. | Ingen tillgänglig information om vart han spelade och hur det gick. | Ingen tillgänglig information om vart han spelade och hur det gick. | Ingen tillgänglig information om vart han spelade och hur det gick. | Ingen tillgänglig information om vart han spelade och hur det gick. |
| 2009–2010                                             | Cranbrook Kingswood Cranes                                          |                                                                     | 30                                                                  | 23                                                                  | 25                                                                  | 48                                                                  | 14                                                                  | —                                                                   | —                                                                   | —                                                                   | —                                                                   | —                                                                   |                                                                     |                                                                     |
| 2010–2011                                             | Boston College Eagles                                               | NCAA                                                                | 29                                                                  | 0                                                                   | 1                                                                   | 1                                                                   | 8                                                                   | —                                                                   | —                                                                   | —                                                                   | —                                                                   | —                                                                   |                                                                     |                                                                     |
| 2011–2012                                             | Boston College Eagles                                               | NCAA                                                                | 13                                                                  | 1                                                                   | 0                                                                   | 1                                                                   | 6                                                                   | —                                                                   | —                                                                   | —                                                                   | —                                                                   | —                                                                   |                                                                     |                                                                     |
| 2012–2013                                             | Boston College Eagles                                               | NCAA                                                                | 38                                                                  | 5                                                                   | 6                                                                   | 11                                                                  | 14                                                                  | —                                                                   | —                                                                   | —                                                                   | —                                                                   | —                                                                   |                                                                     |                                                                     |
| 2013–2014                                             | Boston College Eagles                                               | NCAA                                                                | 40                                                                  | 15                                                                  | 15                                                                  | 30                                                                  | 30                                                                  | —                                                                   | —                                                                   | —                                                                   | —                                                                   | —                                                                   |                                                                     |                                                                     |
| 2014–2015                                             | Carolina Hurricanes                                                 | NHL                                                                 | 7                                                                   | 0                                                                   | 0                                                                   | 0                                                                   | 4                                                                   | —                                                                   | —                                                                   | —                                                                   | —                                                                   | —                                                                   |                                                                     |                                                                     |
|                                                       | Charlotte Checkers                                                  | AHL                                                                 | 60                                                                  | 2                                                                   | 8                                                                   | 10                                                                  | 34                                                                  | —                                                                   | —                                                                   | —                                                                   | —                                                                   | —                                                                   |                                                                     |                                                                     |
| 2015–2016                                             | Carolina Hurricanes                                                 | NHL                                                                 | 7                                                                   | 1                                                                   | 1                                                                   | 2                                                                   | 4                                                                   | —                                                                   | —                                                                   | —                                                                   | —                                                                   | —                                                                   |                                                                     |                                                                     |
|                                                       | Charlotte Checkers                                                  | AHL                                                                 | 70                                                                  | 13                                                                  | 12                                                                  | 25                                                                  | 29                                                                  | —                                                                   | —                                                                   | —                                                                   | —                                                                   | —                                                                   |                                                                     |                                                                     |
| 2016–2017                                             | Carolina Hurricanes                                                 | NHL                                                                 | 14                                                                  | 0                                                                   | 0                                                                   | 0                                                                   | 0                                                                   | —                                                                   | —                                                                   | —                                                                   | —                                                                   | —                                                                   |                                                                     |                                                                     |
|                                                       | Charlotte Checkers                                                  | AHL                                                                 | 66                                                                  | 12                                                                  | 16                                                                  | 28                                                                  | 45                                                                  | 5                                                                   | 1                                                                   | 0                                                                   | 1                                                                   | 0                                                                   |                                                                     |                                                                     |
| 2017–2018                                             | Charlotte Checkers                                                  | AHL                                                                 | 68                                                                  | 7                                                                   | 20                                                                  | 27                                                                  | 61                                                                  | 8                                                                   | 1                                                                   | 2                                                                   | 3                                                                   | 0                                                                   |                                                                     |                                                                     |
| 2018–2019                                             | Carolina Hurricanes                                                 | NHL                                                                 | —                                                                   | —                                                                   | —                                                                   | —                                                                   | —                                                                   | 8                                                                   | 0                                                                   | 0                                                                   | 0                                                                   | 0                                                                   |                                                                     |                                                                     |
|                                                       | Charlotte Checkers                                                  | AHL                                                                 | 70                                                                  | 19                                                                  | 16                                                                  | 35                                                                  | 32                                                                  | 11                                                                  | 5                                                                   | 5                                                                   | 10                                                                  | 18                                                                  |                                                                     |                                                                     |
| 2019–2020                                             | Vegas Golden Knights                                                | NHL                                                                 | 1                                                                   | 1                                                                   | 0                                                                   | 1                                                                   | 0                                                                   | 2                                                                   | 1                                                                   | 0                                                                   | 1                                                                   | 0                                                                   |                                                                     |                                                                     |
|                                                       | Chicago Wolves                                                      | AHL                                                                 | 60                                                                  | 7                                                                   | 14                                                                  | 21                                                                  | 26                                                                  | —                                                                   | —                                                                   | —                                                                   | —                                                                   | —                                                                   |                                                                     |                                                                     |
| 2020–2021                                             | Vegas Golden Knights                                                | NHL                                                                 | 4                                                                   | 0                                                                   | 0                                                                   | 0                                                                   | 2                                                                   | 12                                                                  | 2                                                                   | 0                                                                   | 2                                                                   | 0                                                                   |                                                                     |                                                                     |
|                                                       | Henderson Silver Knights                                            | AHL                                                                 | 9                                                                   | 3                                                                   | 5                                                                   | 8                                                                   | 4                                                                   | —                                                                   | —                                                                   | —                                                                   | —                                                                   | —                                                                   |                                                                     |                                                                     |
| 2021–2022                                             | Philadelphia Flyers                                                 | NHL                                                                 | 44                                                                  | 4                                                                   | 5                                                                   | 9                                                                   | 11                                                                  | —                                                                   | —                                                                   | —                                                                   | —                                                                   | —                                                                   |                                                                     |                                                                     |
| 2022–2023                                             | Philadelphia Flyers                                                 | NHL                                                                 | 43                                                                  | 2                                                                   | 5                                                                   | 7                                                                   | 17                                                                  | —                                                                   | —                                                                   | —                                                                   | —                                                                   | —                                                                   |                                                                     |                                                                     |
|                                                       | Ottawa Senators                                                     | NHL                                                                 | 18                                                                  | 2                                                                   | 3                                                                   | 5                                                                   | 27                                                                  | —                                                                   | —                                                                   | —                                                                   | —                                                                   | —                                                                   |                                                                     |                                                                     |
| NHL totalt                                            | NHL totalt                                                          | NHL totalt                                                          | 138                                                                 | 10                                                                  | 14                                                                  | 24                                                                  | 65                                                                  | 22                                                                  | 3                                                                   | 0                                                                   | 3                                                                   | 0                                                                   |                                                                     |                                                                     |
| AHL totalt                                            | AHL totalt                                                          | AHL totalt                                                          | 403                                                                 | 63                                                                  | 91                                                                  | 154                                                                 | 231                                                                 | 24                                                                  | 7                                                                   | 7                                                                   | 14                                                                  | 18                                                                  |                                                                     |                                                                     |
| NCAA totalt                                           | NCAA totalt                                                         | NCAA totalt                                                         | 120                                                                 | 21                                                                  | 22                                                                  | 43                                                                  | 58                                                                  | —                                                                   | —                                                                   | —                                                                   | —                                                                   | —                                                                   |                                                                     |                                                                     |

### Internationellt
| Källa: Uppdaterad: 2023-05-26 | Källa: Uppdaterad: 2023-05-26 | Källa: Uppdaterad: 2023-05-26 |         | Utv = Utvisningsminuter | Utv = Utvisningsminuter | Utv = Utvisningsminuter | Utv = Utvisningsminuter | Utv = Utvisningsminuter |
| År                            | Lag                           | Mästerskap                    | Matcher | Mål                     | Assists                 | Poäng                   | Utv                     |                         |
| ----------------------------- | ----------------------------- | ----------------------------- | ------- | ----------------------- | ----------------------- | ----------------------- | ----------------------- | ----------------------- |
| 2023                          | USA                           | VM                            | 5       | 0                       | 1                       | 1                       | 0                       |                         |
| Senior totalt                 | Senior totalt                 | Senior totalt                 | 5       | 0                       | 1                       | 1                       | 0                       |                         |

## Privatliv
Patrick Brown är son till Doug Brown och brorson till Greg Brown. Browns mor ingår i släkten Mara, som äger New York Giants (NFL). Därför är han också kusin till Kate Mara och Rooney Mara.